# Dug Days
Dug Days (La vida de Dug en Hispanoamérica y Dug y Carl en España) es una miniserie animada estadounidense de cortos creada, escrita y dirigida por Bob Peterson y producida por Pixar Animation Studios para Disney+. La serie está ambientada inmediatamente después de la película Up de 2009, con personajes principales, el perro Dug, con la voz de Bob Peterson, y su dueño, Carl Fredricksen, de 78 años, con la voz de Ed Asner, en una de sus últimas actuaciones antes de su muerte.

## Reparto principal
- Bob Peterson como Dug
- Ed Asner como Carl Fredricksen
- Jordan Nagai como Russell

### Personajes episódicos
- Neketia Henry como la vecina
- Simon Helberg como la ardilla
- Jeff Pidgeon como la mosca
- Sarayu Blue como pájaro
- Heather Eisner como el caracol
- Moon Choe como la mamá de Russell

## Doblaje
| Personaje        | Actor de voz original | Doblaje de Hispanoamérica | Doblaje de España |
| ---------------- | --------------------- | ------------------------- | ----------------- |
| Dug              | Bob Peterson          | Edgar Vivar               | Fernando Cabrera  |
| Carl Fredricksen | Ed Asner              | Gabriel Pingarrón         | Luis Varela       |
| Russell          | Jordan Nagai          | Jorge Rafael              | Daniel Duplá      |

## Episodios
| Temporadas                                      | Temporadas                                      | Episodios | Estreno Original        | Notas                                                           |
| ----------------------------------------------- | ----------------------------------------------- | --------- | ----------------------- | --------------------------------------------------------------- |
|                                                 | 1                                               | 5         | 1 de septiembre de 2021 |                                                                 |
| Carl's Date (La cita de Carl en Hispanoamérica) | Carl's Date (La cita de Carl en Hispanoamérica) | 1         | 16 de junio de 2023     | Cortometraje lanzado en el estreno de Elemental de Disney-Pixar |